# Alena Šimečková
Alena Šimečková (25. dubna 1932 Praha – 14. května 2005) byla přední česká germanistka, která téměř 37 let působila na Ústavu germánských studií Filozofické fakulty Univerzity Karlovy.

## Studia
Studium na gymnáziu zahájila Alena Šimečková v Českém Brodě. Gymnaziální studia však zakončila v Táboře v roce 1951, kde složila maturitní zkoušku. V letech 1951–1956 studovala germanistiku a bohemistiku na FF UK v Praze, přičemž později tuto kombinaci rozšířila o švédštinu. V roce 1964, taktéž na FF UK v Praze, dokončila tříleté externí studium angličtiny.

## Profesní dráha
Po absolutoriu v roce 1956 Alena Šimečková působila jako středoškolská profesorka. V roce 1959 nastoupila na jazykovou katedru Vysoké školy dopravní, v letech 1961–1963 byla zaměstnána jako odborná asistentka na Vysoké škole chemicko-technologické a v letech 1963–1968 na Fakultě jaderné a fyzikálně inženýrské ČVUT. V roce 1968 byla během působení Eduarda Goldstückera přijata na Katedru anglistiky, germanistiky a nordistiky FF UK v Praze. V témže roce zahájila aspirantskou přípravu u prof. Pavla Trosta, který spolu s lipským germanistou Wolfgangem Fleischerem významně ovlivnil její badatelskou činnost. V roce 1970 získala doktorský titul (PhDr.). Její akademickou dráhu však zbrzdily politické poměry po okupaci naší země vojsky Varšavského paktu; obhajoba její kandidátské práce odevzdané v roce 1974 byla povolena až v roce 1986. Habilitace pro obor německý jazyk pak proběhla v roce 1990. V roce 1996 byla jmenována profesorkou. Na Ústavu germánských studií, v jehož čele stála v letech 1990–1991 a 1995–2000, působila až do odchodu do důchodu v roce 2004.

## Odborné zájmy
Předmětem badatelského zájmu Aleny Šimečkové byl současný německý jazyk, který zkoumala takřka na všech jeho rovinách (viz Pokorná 2005 a Vodrážková-Pokorná 2007). Těžištěm její výzkumné činnosti však byla slovotvorba slovesa, především problematika tzv. komplexních sloves, jíž se věnovala z perspektivy morfosyntaktické i funkční. Její práce o odlučitelných a neodlučitelných předponách, byly recipovány na mezinárodní úrovni a příslušné publikace jsou dodnes hojně citovány doma i v zahraničí.
Styčnou plochou výzkumu prof. Šimečkové s pražskou lingvistickou tradicí představuje její zájem o otázky srovnání jazyků; prof. Šimečková je mj. autorkou bibliografie s názvem „Bibliographie zum deutsch-tschechischen Sprachvergleich“ (Praha: Filozofická fakulta Univerzity Karlovy, 1997), jež je ve značně rozšířené a přepracované podobě k dispozici online pod názvem „(Neue) Bibliographie zum deutsch-tschechischen-Sprachvergleich 2.0“.

## Členství a funkce v oborově relevantních organizacích
Alena Šimečková byla členkou Societas Linguistica Europaea, Jazykovědného sdružení, Kruhu moderních filologů, Mezinárodního svazu učitelů němčiny (Internationaler Deutschlehrerverband) aj. Patřila též mezi zakládající členy Svazu germanistů České republiky. Byla dlouholetou členkou redakčních rad Germanistica Pragensia a Časopisu pro moderní filologii (zde byla v letech 2001–2005 hlavní redaktorkou). Výrazně též přispěla k rozvoji časopisu Cizí jazyky ve škole.

## Publikace (výběr)

### Monografie
- Untersuchungen zum „trennbaren“ Verb im Deutschen I. Acta Universitatis Carolinae (AUC) – Philologica. Monographia CXIX – 1993, Praha: Karolinum, 1994, 127 str.
- Untersuchungen zum „trennbaren“ Verb im Deutschen II. Funktionalisierung von Trennbarkeit und Untrennbarkeit beim komplexen Verb. Acta Universitatis Carolinae (AUC) – Philologica. Monographia CXXXVII – 2002, Praha: Univerzita Karlova – Karolinum, 2002, 119 S.
- O němčině pro Čechy. Seznámení s německým jazykem pro germanisty i veřejnost. Praha: H&H, 19911, 131 str., 139 S.
- Bibliographie zum deutsch-tschechischen Sprachvergleich. Praha: Filozofická fakulta Univerzity Karlovy, 1997, 37 str.

### Odborné studie
- Komplexe Verben im Deutschen. Ein Beitrag zur Untersuchung der distanzierbaren Verbaleinheiten. In: Fleischer, Wolfgang et al. (vyd.): Beiträge zur Erforschung der deutschen Sprache 4, Leipzig, 1984, str. 132 – 184.
- Zur Markierung „gespr.“ vs. „geschr.“ in Langenscheidts Großwörterbuch Deutsch als Fremdsprache (LWB). In: Barz, Irmhild/Schröder, Marianne (vyd.): Das Lernerwörterbuch Deutsch als Fremdsprache in der Diskussion. Heidelberg: Winter, 1996, str. 209 – 219
- Zur Zweisprachigkeit in Böhmen des 17. Jahrhunderts. Heinrich Hiesserles von Chodaw Reisebuch und Lebenserinnerungen. In: König, Werner/Ortner, Lorelies (vyd.): Sprachgeschichtliche Untersuchungen zum älteren und neueren Deutsch (Festschrift für Hans Wellmann zum 60. Geburtstag), 1996, str. 361–370.
- Zur Modifikationsfunktion des Präverbs im deutschen komplexen Verb (am Material der NACH- und VOR-Verben). In: Šimečková, Alena/Vachková, Marie (vyd.): Wortbildung – Theorie und Anwendung. Praha: Univerzita Karlova – Karolinum, 1997, str. 147–154.
- Závěrem (?) k „reformě“ německého pravopisu. In: Časopis pro moderní filologii 1/79, 1997, str. 20–24.
- Kontrastive Analysen Deutsch-Tschechisch/Slowakisch: Eine Übersicht. In: Helbig, Gerhard et al. (vyd.): Deutsch als Fremdsprache. Ein internationales Handbuch (HSK, sv. 19.1.), Berlin/New York: de Gruyter, 2001, str. 394– 403.

### Učební texty
- Úvod do studia německého jazyka I. Skriptum pro posluchače germanistiky FF UK Praha. Praha: SPN, 1978 (1. vyd.), 1981 (2. vyd.), 187 str.
- Úvod do studia německého jazyka II. Skriptum pro posluchače germanistiky FF UK Praha. Praha: SPN, 1981 (1. vyd.), 1981 (2. vyd.), 178 str., a 1985, 187 str.
- Geschichte der deutschen Sprache – Arbeitstexte. Praha: Univerzita Karlova – Karolinum, 1999, 67 str. (spolu s Johanou Gallupovou)
- Übungen in deutscher Grammatik für Fortgeschrittene. Praha: Univerzita Karlova – Karolinum, 2000, 119 str. (spolu s Jiřím Doležalem)
- Čítanka lingvistických textů pro germanisty. Praha: Univerzita Karlova – Karolinum, 2003 (spolu s Vítem Dovalilem)
- Úvod do studia jazykovědné germanistiky. Praha: Univerzita Karlova – Karolinum, 2005, 176 str.

### Ediční činnost
- Wortbildung – Theorie und Anwendung. Praha: Univerzita Karlova – Karolinum, 1997 (vyd. spolu s Marií Vachkovou)

### Překlady
- „Příběhy Jindřicha Hýzrla z Chodů“. Živá díla minulosti. Praha: Odeon, 1979.
- Gotthold Ephraim Lessing: Láokoón. Statě. Dopisy. Estetická knihovna. Praha: odeon, 1980.
- František Palacký: Dějiny Prahy. Praha: Odeon, 1985.
- Zdeňka Hledíková/Jaroslav Kašpar/Ivana Ebelová: Paleografická čítanka. Praha: Univerzita Karlova – Karolinum, 2000 (překlad německých textů)

## O Aleně Šimečkové
- Pokorná, Lenka (2002): K životnímu jubileu prof. Aleny Šimečkové. In: Časopis pro moderní filologii 84, str. 124–125.
- Pokorná, Lenka (2005): Auswahlbibliographie von Alena Šimečková. In: Germanistica Pragensia 18 (Acta Universitatis Carolinae), str. 13–20.
- Povejšil, Jaromír/Vachková, Marie (2006): Za prof. Alenou Šimečkovou. In: Časopis pro moderní filologii 88, str. 62–64.
- Stromšík, Jiří (2005): Prof. PhDr. Alena Šimečková, CSc. In: Časopis pro moderní filologii 87, str. 67–68.
- Vachková, Marie (2005): In memoriam Prof. Dr. Alena Šimečková, CSc. In: Höhne, Steffen (vyd.): brücken 13 (Neue Folge), str. 457–459.
- Vachková, Marie (2007): Zum germanistischen Werk von Prof. PhDr. Alena Šimečková, CSc. (25. 4. 1935 – 14. 5. 2005). In: Berglová, Eva/Vachková, Marie/Vodrážková-Pokorná, Lenka (vyd.): „… und jedes Wort hat fließende Grenzen…“ Gedenkschrift für Prof. PhDr. Alena Šimečková, CSc., Praha: Karolinum, str. 9–11.
- Vodrážková-Pokorná, Lenka (2007): Bibliographie von Prof. PhDr. Alena Šimečková, CSc. 2002–2006. In: Berglová, Eva/Vachková, Marie/Vodrážková-Pokorná, Lenka (vyd.): „… und jedes Wort hat fließende Grenzen…“ Gedenkschrift für Prof. PhDr. Alena Šimečková, CSc., Praha: Karolinum, str. 13–14.
- Vodrážková-Pokorná, Lenka (2008): Šimečková, Alena. In: Černý, Jiří / Holeš, Jan (vyd.): Kdo je kdo v dějinách české lingvistiky. Praha: Nakladatelství Libri, str. 615–616.